# Mir EO-19
Mir EO-19 (rus: Мир ЭО-19, o en català com a Expedició Principal 19) va ser la dinovena expedició tripulada a l'estació espacial Mir, que va durar des de juny a setembre de 1995. La tripulació, que consistia dels cosmonautes russos Anatoli Soloviov i Nikolai Budarin, va ser llançada el 27 de juny de 1995 a bord del Transbordador Espacial Atlantis en la missió STS-71. Després de romandre a bord de la Mir durant aproximadament 75 dies, Soloviov i Budarin van tornar a bord de la nau espacial Soiuz TM-21 l'11 de setembre de 1995.
EO-19 va durar tres mesos i va ser l'única expedició completament russa a la Mir en 1995 i va ser la primera expedició a l'estació llançada des d'un Transbordador Espacial americà. La missió que va llançar l'EO-19, el STS-71, va ser el primer Transbordador Espacial en acoblar a la Mir.

## Tripulació
| Mir EO-19       | Nom              | Vol espacial | Llançament                | Aterratge                          | Duració    |
| --------------- | ---------------- | ------------ | ------------------------- | ---------------------------------- | ---------- |
| Comandant       | Anatoli Soloviov | Quart        | 27 de juny de 1995 STS-71 | 11 de setembre de 1995 Soiuz TM-21 | 75,47 dies |
| Enginyer de vol | Nikolai Budarin  | Primer       | 27 de juny de 1995 STS-71 | 11 de setembre de 1995 Soiuz TM-21 | 75,47 dies |

Antatoli Soloviov va servir com a membre de tripulació en tres vols espacials anteriorment a l'EO-19: Mir EP-2, Soiuz TM-9, i Soiuz TM-15. Aquest vol va ser el primer a bord d'un Transbordador Espacial, ja que els tres anteriors vols foren en la Soiuz. EO-19 va ser el primer vol espacial per a Nikolai Budarin, que va finalitzar l'entrenament de cosmonauta en 1991 i va completar l'entrenament especialitzat en sistemes de la Mir i el Soiuz-TM en 1993.
Ambdós cosmonautes van estar 75 dies a l'espai durant l'EO-19 i van realitzar 1194 òrbites terrestres.

### Tripulació de reserva
| Mir EO-19       | Nom                  |
| --------------- | -------------------- |
| Comandant       | Yury Onufriyenko     |
| Enginyer de vol | Aleksandr Poleshchuk |

## Fets de la missió

### Llançament de la tripulació i arribada
La tripulació de la Mir EO-19 va ser llançada a bord del Transbordador Espacial Atlantis el 27 de juny de 1995 com a part de la missió STS-71. El STS-71 va ser el primer acoblament d'un Transbordador Espacial a l'estació espacial Mir i el primer acoblament d'una nau espacial americana i russa en 20 anys.
El STS-71 es va acoblar amb la Mir el 29 de juny i va fer un intercanvi de tripulació entre les tripulacions EO-19 i EO-18 a bord de l'estació espacial. Les tripulacions EO-18, EO-19, i STS-71 van realitzar una cerimònia a l'interior del Spacelab a bord del Atlantis on els deu tripulants van muntar un medalló d'estany commemoratiu i van intercanviar regals. Poc després, les tripulacions van començar a transferir subministraments i eines a la Mir des del Atlantis.
En el 4 de juliol, la recent arribada tripulació del EO-19 es va desacoblar temporalment des de l'estació a bord del Soiuz TM-21 per observar i fotografiar la sortida de les tripulacions STS-71 i EO-18 a bord del Atlantis. El TM-21 es va desacoblar el 10:55 GMT, seguit del STS-71 a les 11:09:45 GMT. La tripulació del EO-19 es va reacoblar a bord del TM-21 a les 11:39 GMT quan el Atlantis va conduir un vol al voltant de l'estació. Atlantis, transportant les tripulacions EO-18 i STS-71, va aterrar el 7 de juliol després de diversos dies més en òrbita terrestre.

### Operacions de la missió
La tripulació del EO-19 va conduir la seva primera activitat extravehicular, o passeig espacial, en el 14 de juliol. Abans de la missió, la tripulació es va entrenar per utilitzar eines especials per poder alliberar una part del panell solar a l'exterior del mòdul Spektr.

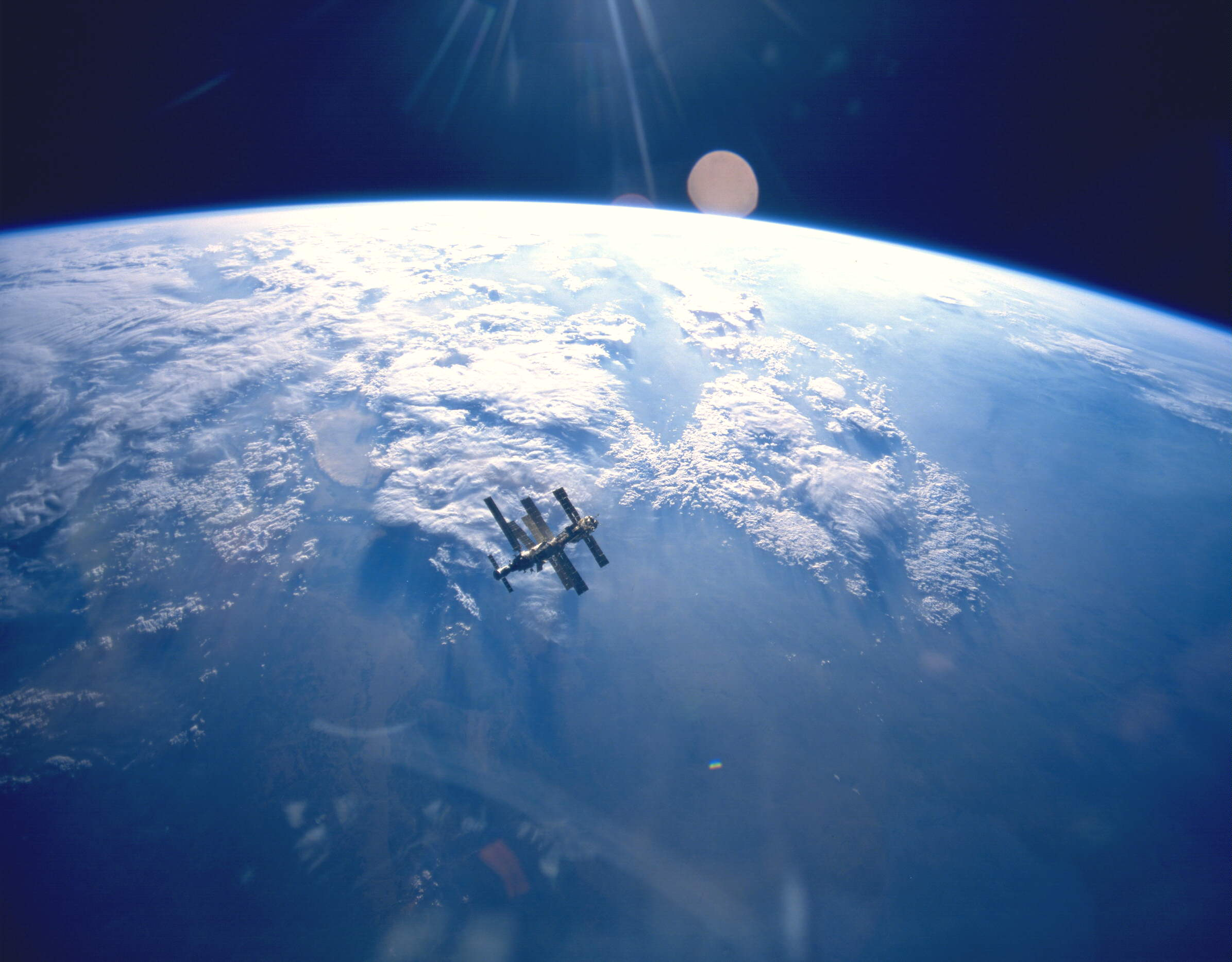
La Mir sobre la Terra vista per la tripulació de la STS-71.

Durant el passeig espacial, el panell solar va tenir un problema en desplegar-se completament, ja que una secció no ho va fer. Llavors es va procedir a inspeccionar un mecanisme d'acoblament en preparació per a la recol·locació del mòdul Kristall. La tasca final del passeig espacial va ser inspeccionar un panell solar en el Kristall que no seguia el Sol de manera correcta. L'excursió va finalitzar al cap de cinc hores i trenta-quatre minuts a l'exterior de l'estació.
La tripulació va moure el mòdul Kristall a un altre port d'acoblament des del port destinat a l'ús del Progress M-28 el 17 de juliol utilitzant el braç robòtic manipulador Lyappa. Aquesta operació va ser realitzada en preparació per al següent acoblament del Transbordador Espacial Atlantis a l'estació en la missió STS-74 durant el mateix any.
Durant el segon passeig espacial de la missió el 19 de juliol, la tripulació va desplegar un espectròmetre belga-francès de 220 kg, anomenat MIRAS (Mir infrared spectrometer) en el mòdul Spektr. Després d'un malfuncionament del vestit espacial Orlan d'Anatoli Soloviov minuts més tard en l'excursió, el control de missions va ordenar que fos enganxat directament al mòdul Kvant-2 a través de cable umbilical. Malgrat aquest problema, Nikolai Budarin va poder realitzar diverses tasques sol, incloent-hi treballs preparatoris per a la instal·lació del MIRAS i la recuperació d'un detector de raigs còsmics americà, e TREK. La tripulació va tornar a la cambra d'aire després de tres hores i vuit minuts. En tornar a la cambra d'aire, la tripulació va descobrir una bretxa de 2 mm en el segellat, que va crear dificultats en tancar correctament l'escotilla.
El 20 de juliol es va veure el llançament de la nau de subministraments Progress M-28 a l'estació, que s'hi va acoblar el 22 de juliol. La nau Progress-M va romandre acoblada a l'estació fins al 4 de setembre, quan va ser desacoblada de la Mir amb deixalles i equipament sobrant, i va ser cremat intencionalment durant la reentrada.
Durant el tercer i últim passeig espacial de la missió el 21 de juliol, els dos cosmonautes van realitzar un segon intent d'instal·lació de l'espectròmetre MIRAS, que va poder-se realitzar amb èxit sense problemes. El passeig espacial va durar cinc hores i trenta-cinc minuts.
Durant l'última part de la missió a l'agost, la tripulació es va centrar a finalitzar experiments i realitzar investigacions d'astrofísica, ciència de la vida, i fosa. La resta d'activitats durant aquest període va consistir en la descàrrega de la recent arribada nau de subministraments Progress i controlar el proveïment de combustible automatitzat amb el mòdul nucli de l'estació.

### Fi de la missió i partida de la tripulació
La tripulació Mir EO-20 consistia dels cosmonautes Iuri Guidzenko i Sergei Avdeyev, com també l'astronauta de l'ESA Thomas Reiter amb la realització del Euromir '95, llançats el 3 de setembre a les 9:00 GMT a bord del Soiuz TM-22. La tripulació de l'EO-20 es va acoblar amb l'estació el 5 de setembre a les 10:29:54 GMT, amb l'obertura de l'escotilla a les 11:01:23.
Després de transferir el comandament de la Mir a l'EO-20, la tripulació de l'EO-19 va abordar la nau Soiuz TM-21, que va arribar amb la tripulació de la Mir EO-18 en març de 1995, l'11 de setembre i es va desacoblar del mòdul Kvant-1 a les 3:30:44 GMT. El Soiuz TM-21, amb els cosmonautes Soloviov i Budarin, va aterrar posteriorment a les 6:52:40 GMT a 108 km al nord-est d'Arkalik, Kazakhstan.